# Sajno (jezioro na Równinie Augustowskiej)
Sajno – jezioro rynnowe położone na południowo-wschodnim obrzeżu Augustowa (powiat augustowski, woj. podlaskie).

## Opis
Nazwa jeziora wywodzi się prawdopodobnie z jaćwieskiego słowa soia, oznaczającego rzekę, nurt rzeczny (przez środek jeziora przebiega silny nurt).
Brzegi są wysokie, w ok. 90% porośnięte lasem mieszanym, jedynie przy wypływie rzeczki Sajownicy podmokłe. Jezioro jest wydłużone, zorientowane równoleżnikowo. Sajno to największe jezioro w grupie jezior augustowskich.
Od wschodu Sajno łączy się przesmykiem z jeziorkiem Sajenek (przez przesmyk biegnie sztuczna grobla z szosą i torem kolejowym). W północnej części jeziora ma ujście Kanał Bystry. W kierunku południowo-zachodnim wypływa z Sajna rzeczka Sajownica − odcinek rzeki Netty.
Na północnym brzegu znajdują się ośrodki turystyczne. Na południowym położone są pola namiotowe. 
Jezioro znajduje się w granicach obszaru chronionego krajobrazu „Puszcza i Jeziora Augustowskie“.